# Državna cesta D508
D508 je bila državna cesta u Hrvatskoj. Ukupna duljina iznosila je 19,2 km.